# Deutz-Fahr

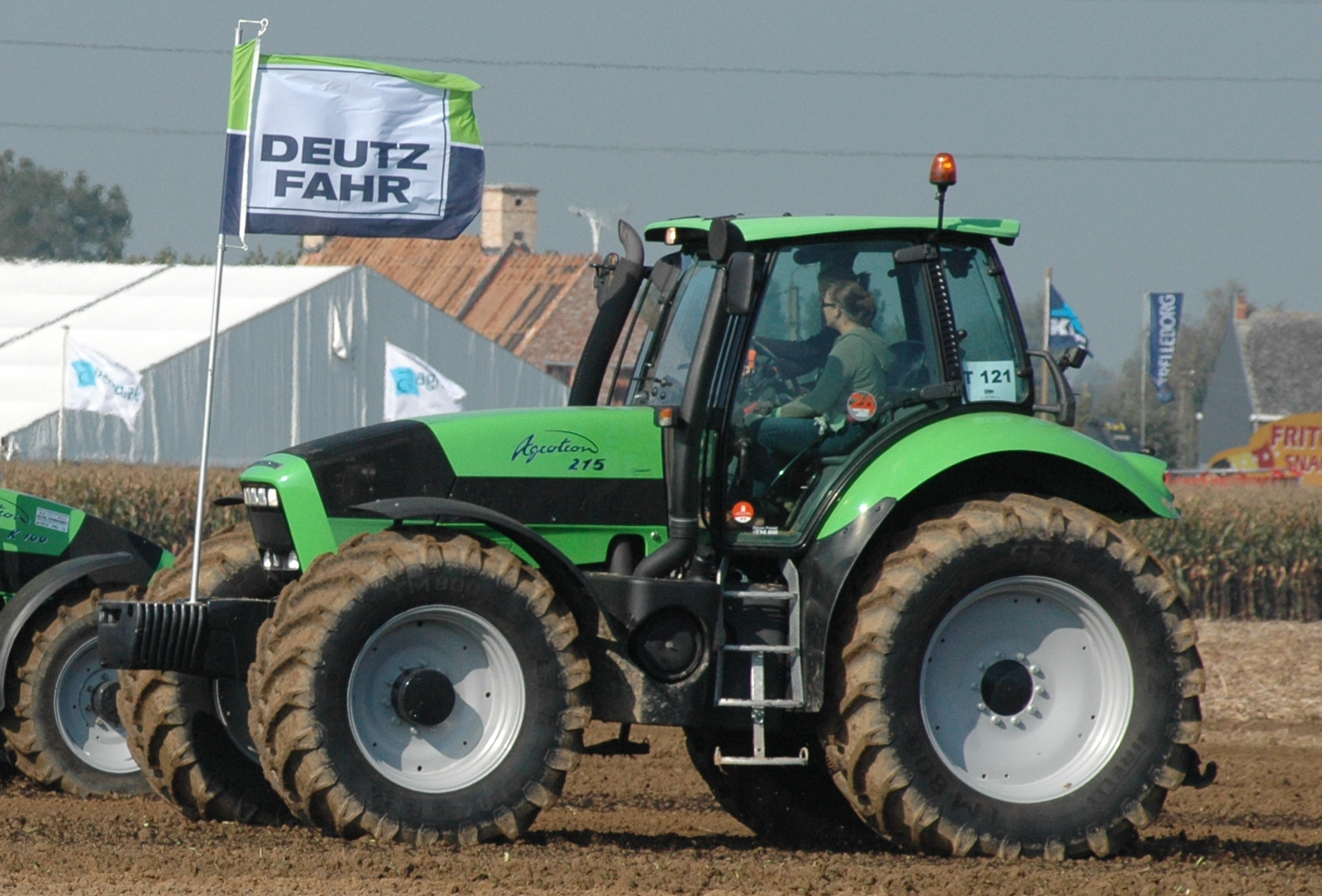
Traktor Deutz-Fahr Agrotron 215

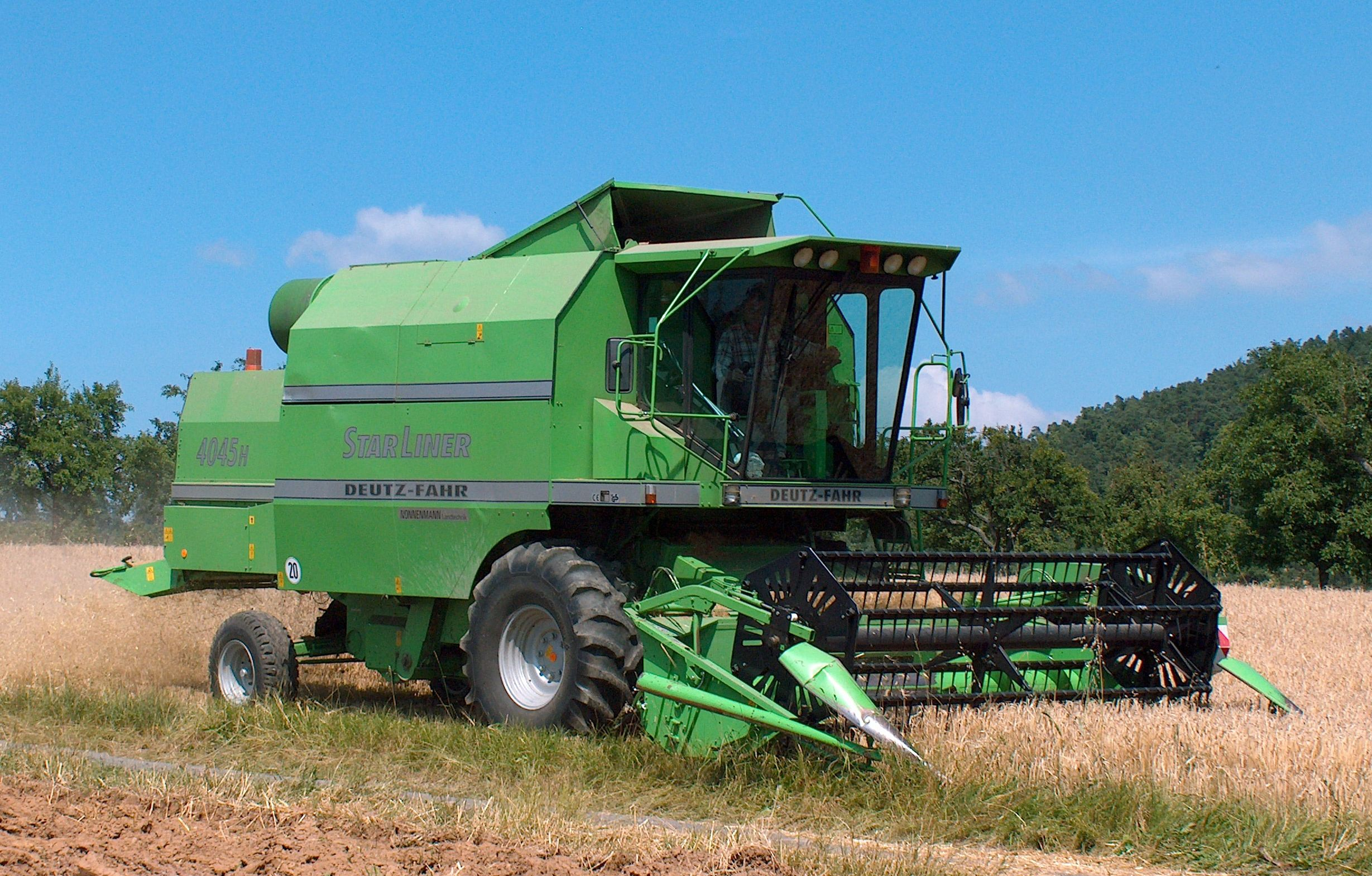
Kombajn zbożowy Deutz-Fahr StarLiner 4045H

Deutz-Fahr – niemiecka marka ciągników i maszyn rolniczych, obecnie należąca do włoskiego koncernu SAME Deutz-Fahr.

## Historia
Historia marki zaczęła się w XIX wieku, gdy powstał Deutz (1864) i Fahr (1870). Na początku Deutz był fabryką silników, której założycielem był Nikolaus Otto, wynalazca czterosuwowego silnika spalinowego. Fahr był spółką handlową, która w późniejszym czasie rozpoczęła produkcję traktorów.
W 1961 roku, KHD zakupiło 25% udziałów w Maschinenfabrik Fahr. W 1968 roku ciągniki Deutz serii 06 zostały wprowadzone do sprzedaży, które były najlepiej sprzedającymi się ciągnikami tej marki w ilości ponad 380 000 sztuk. W 1970 roku zostały przejęte wytwarzające sprzęt rolniczy firma Kodel & Bohm GmbH, założonej w 1909 w Lauingen, producenta kombajnów zbożowych. W 1972 roku została podpisana umowa licencyjna z jugosłowiańską firmą Torpedo - Rijeka na produkcję ciągników serii 06.
Przyłączenie i przejęcie pełnej kontroli nad fabrykami i operacjami biznesowymi spółki Fahr dokonało się w 1977 roku. Od tego roku zaczęto sprzedawać maszyny rolnicze pod marką Deutz-Fahr.
W 1978 roku zostały wprowadzone na rynek ciągniki nowej generacji DEUTZ-DX o mocy od 80 do 200 KM, wyposażone w zsynchronizowane skrzynie biegów, wymuszony system smarowania, napęd na cztery koła w standardzie oraz kabiny z elastycznym zawieszeniem. W 1982 r. rozpoczęła się produkcja kombajnów na licencji przez Đuro Đaković w Jugosławii. W 1984 r. wprowadzono serię Deutz-Fahr DX3 o mocy od 46 do 75 KM. W 1988 r. fabrykę maszyn zielonkowych w Gottmadingen nabywa holenderski Greenland. W 1989 r. rozpoczęto produkcję ciągników Deutz-Fahr Agrostar wyposażonych w najlepiej wyciszoną kabinę na świecie o mocy od 88 do 143 KM. W 1989 r. na targach Agritechnica zaprezentowano samojezdną kosiarkę Deutz-Fahr Grasliner MSS 1.10. 20 listopada 1992 roku zostaje wyprodukowany milionowy ciągnik KHD (AGROX-TRA 4.57). W 1993 roku wprowadzono ciągniki Deutz-Fahr AGROSTAR 6.71, 6.81 i 8.31 o mocy od 165 do 230 KM są wyposażane w przekładnie typu ELECTRONIC POWER SHIFT produkowaną przez Same Lamborghini Hürlimann Group.
W 1994 r. zaprezentowano samojezdną prasę wysokiego stopnia zgniotu Deutz-Fahr PowerPress 120H. Jej produkcję przerwano w 1998 r.
W 1995 roku sektor rolniczy firmy KHD: spółki KHD Agrartechnik GmbH of Cologne (ciągniki) oraz Deutz-Fahr Erntesysteme GmbH of Lauingen; w ramach kooperacji z Same Lamborghini Hürlimann Group została podpisana umowa, w rezultacie czego powstała grupa SAME Deutz-Fahr z siedzibą w Treviglio. W tym samym roku na rynek zostaje wprowadzona seria ciągników Deutz-Fahr Agrotron oraz we współpracy z LTS (Landtechnik Schönebeck) została opracowana sieczkarnia samojezdna Deutz-Fahr Gigant 400. Do 1998 r. wyprodukowano ją w ilości 118 sztuk. W 1996 roku zamknięto fabrykę w Kolonii, a produkcję ciągników rolniczych przeniesiono do Lauingen. W 1997 r. zaprezentowano pierwszy 8-klawiszowy i ówcześnie największy kombajn zbożowy Deutz-Fahr TopLiner 8XL.
W 2001 r. wprowadzono serię ciągników Agrotron TTV – nowa generacja ciągników wyposażona w przekładnię bezstopniową ZF Eccom.  

## Aktualna Oferta
Traktory 
- 4E (66-102KM)
- 5D (95-106KM)
- 5D TTV (95-116KM)
- 5 (95-126KM)
- 5D Keyline (66-102KM)
- 6C (116-143KM)
- 6 Powershift/RCschift (161-217KM)
- 6 TTV (156-188KM)
- 6 TTV (192-230KM)
- 7 TTV (247KM)
- 8 TTV (287KM)
- 9 TTV (295-336KM)

 Kombajny 
- C6000 (250KM)
- C7000 (327-353KM)
- C9000 (353-381KM)

 Hedery 
- Do C6000 (4,2-6,5m)
- Do C7000 (4,2-9,0m)
- Do C9000 (5,4-9.0m)